# Berceuse
Pour les articles homonymes, voir Berceuse (homonymie).

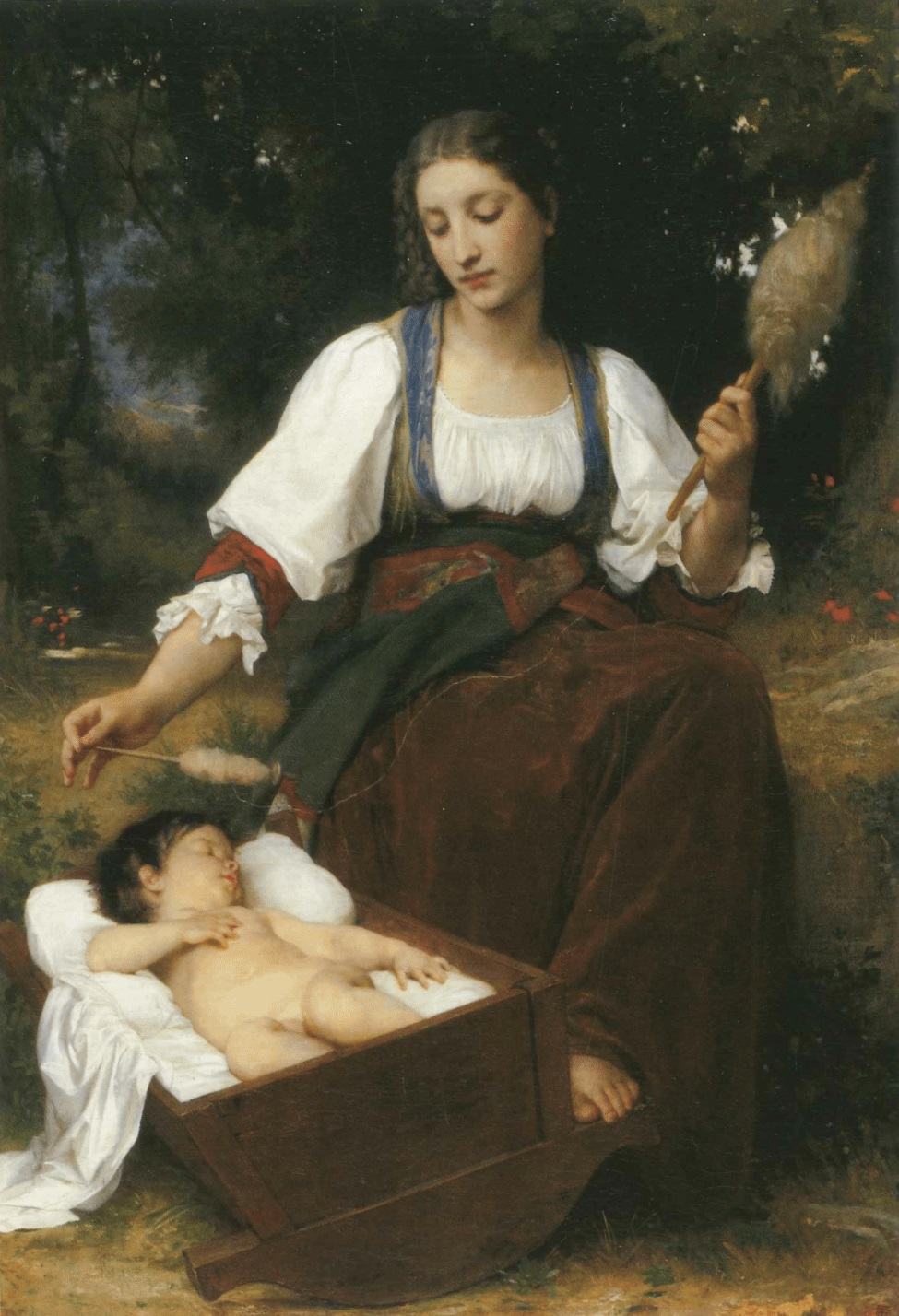
La Berceuse (œuvre de William Bouguereau - XIXe siècle)

La berceuse est un genre musical. Il peut être instrumental ou vocal et est généralement destiné à l'endormissement des enfants. De la simple chanson enfantine au morceau de musique classique (Brahms) en passant par la musique populaire (Une chanson douce d'Henri Salvador) ; la berceuse se retrouve dans toutes les sociétés du monde aussi bien dans le répertoire classique que populaire. Elle est le plus souvent chantée, voire parfois murmurée ou en bouche fermée. En anglais, "berceuse" se traduit par lullaby ou cradle song.
La berceuse est un genre musical faisant généralement partie de la tradition orale. Elle est le plus souvent comprise dans une interaction composée d'au moins deux personnes. L'une des interactions la plus courante fait référence à la dyade mère/enfant (même s'il en existe davantage), les hommes participant rarement au bercement de l'enfant. Ce genre musical permet d'instaurer une réelle relation intime entre la mère et l'enfant, transmettant ainsi des émotions (l'amour -maternel le plus souvent- tristesse, colère) des sons, intonations, etc. favorisant l'apprentissage de la langue et dans des cas moins fréquents; des souvenirs, recommandations, histoire propre à la culture locale.
Musicalement la berceuse est interprétée a cappella (lorsqu'elle est chantée) ou peut être instrumentale. Les caractéristiques rythmiques et mélodiques varient d'une berceuse à une autre; toutefois il existe certains éléments musicaux pouvant être communs à la majorité des berceuses. La berceuse peut se définir comme étant une "chanson ou rythme cadencé que l'on chante pour endormir les enfants".

## Berceuses françaises
Les berceuses françaises traditionnelles les plus connues sont « Dodo, l'enfant do / l'enfant dormira peut-être » et « Fais dodo, Colas mon p'tit frère ». Une berceuse du Nord, « P'tit Quinquin » est également devenue célèbre.

### Berceuses bretonnes
La berceuse bretonne la plus connue (à voix mixtes et guitare) est « Toutouig la... la... ». Il y a une version en espagnol de Blas Sanchez.

## Berceuses étrangères

### Berceuses espagnoles
La berceuse espagnole est appelée cancion de cuna (chanson de berceau), ou  nana comme dans la poésie de Lorca, qui pressentait qu'elle avait un effet thérapeutique à la fois sur le petit enfant comme sur la mère,  ce qui fut confirmé plus tard .
Elle est déclinée en Espagne, comme dans les pays hispanophones d'Amérique latine.

## Dans la musique savante
La berceuse est un genre musical également très présent  dans la musique savante, dite classique. De nombreux compositeurs de musique classique ont écrit des berceuses : 
- Guten Abend, gute Nacht, Wiegenlied op. 49/4 (Bonsoir et bonne nuit) de Johannes Brahms,
- Berceuse en ré bémol majeur op. 57 de Frédéric Chopin,
- la Berceuse S.174 de Franz Liszt,
- la Berceuse op. 38 pour violon et piano et la Berceuse pour piano à 4 mains op. 108 de Camille Saint-Saëns,
- la Berceuse op. 16 et la Berceuse de Dolly de Gabriel Fauré,
- la Berceuse et la Berceuse op. 17 de Mel Bonis,
- la Berceuse sur le nom de Gabriel Fauré de Maurice Ravel,
- Mili Balakirev,
- les Berceuses du chat d'Igor Stravinsky,
- la berceuse Oh ! ne t'éveille pas encore de l'opéra Jocelyn de Benjamin Godard d'après un poème de Lamartine, est souvent reprise en concert dans de nombreux arrangements sous le titre Berceuse à Jocelyn
- l'opéra Porgy and Bess de George Gershwin débute par l'une des berceuses les plus célèbres, reprise en jazz vocal et instrumental : Summertime.

La berceuse longtemps attribuée à Wolfgang Amadeus Mozart sous le numéro de catalogue KV 350, a en fait été composée par Bernhard Flies.

## Dans la musique populaire

### Dans la chanson française
- Bénabar : La berceuse, de l'album Reprise des négociations, 2005
- Henri Salvador : Une chanson douce (Le Loup, la Biche et le Chevalier), 1950

### Dans la musique pop
- Beatles : Good Night, de l'album blanc, 1968

### Dans le jazz
- Baden Powell : Berceuse a Jussar, de l'album Le Monde Musical, 1964
- George Shearing : Lullaby of Birdland, 1952